# レーミエ
レーミエ（伊: Lemie）は、イタリア共和国ピエモンテ州トリノ県にある、人口約200人の基礎自治体（コムーネ）。

## 地理

### 位置・広がり

#### 隣接コムーネ
隣接するコムーネは以下の通り。
- アーラ・ディ・ストゥーラ
- バルメ
- コンドーヴェ
- メッツェニーレ
- ウッセーリオ
- ヴィウ

## 行政

### 分離集落
レーミエには、以下の分離集落（フラツィオーネ）がある。
- Chiampetto, Chiandusseglio, Chiot, Forno, Pian Saletta, Saletta, Villa di Lemie, Villaretti